# Seven de la República 2022
El Seven de la República 2022 fue la 38.ª edición del torneo de rugby 7 que se organiza en Argentina entre seleccionados de las uniones regionales del país. Se realiza en modalidades femenina y masculina, en días distintos, en la ciudad de Paraná, Entre Ríos, organizado por la UAR y la Unión Entrerriana de Rugby. El Seven Femenino se llevará a cabo los días 26 y 27 de noviembre de 2022. El Seven Masculino se llevó a cabo los días 3 y 4 de diciembre de 2022.

## Seven femenino
- Equipo campeón: Unión de Rugby de Buenos Aires (URBA)
- Equipo subcampeón: Córdoba
- Semifinalistas: Tucumán y Noreste

## Seven masculino
- Equipo campeón: Rosario
- Equipo subcampeón: Buenos Aires
- Semifinalistas: Tucumán y Santa Fe